# LibreOffice Writer
LibreOffice Writer és el processador de text, de codi obert, del paquet ofimàtic LibreOffice. És una nova branca del projecte d'OpenOffice.org Writer. Writer és un processador de textos similar a Microsoft Word i Corel WordPerfect.
Com en tot el paquet de LibreOffice, es pot utilitzar en una varietat de plataformes, incloent Microsoft Windows, Linux i Macintosh.

## Algunes característiques
- Writer és capaç d'obrir i desar documents en diversos formats, inclòs l'OpenDocument (ODT és el format predeterminat), DOC de Microsoft Word, DOCX, RTF i XHTML.[3]
- Corrector ortogràfic i gramatical (Hunspell)[4][5]
- Eines de dibuix incorporades
- Funcions de càlcul incorporades
- Editor d'equacions incorporat[6]
- Exportació en format PDF, creació de PDF híbrid (ODF incrustat), creació de formularis PDF
- Possibilitat d'importar i editar fitxers PDF.[7]
- Possibilitat d'editar visualment fitxers HTML, XHTML sense utilitzar codi amb suport WYSIWYG
- Exporta a formats HTML, XHTML, XML
- Exporta a format de llibre electrònic EPUB
- Continguts, índex, bibliografia
- Signatura de documents, xifratge
- Seguiment de canvis durant les revisions, comparació de dos documents
- Integració de bases de dades, inclosa una base de dades de bibliografia
- Fusió de correu[8]
- Criptable i controlable a distància mitjançant l'UNO API
- Els conjunts estilístics OpenType i les variants de caràcters dels tipus de lletra no es poden seleccionar als menús, però es poden especificar manualment a la finestra del tipus de lletra. Per exemple. fontname:ss06&cv03 configuraran el tipus de lletra al conjunt estilístic 6 i escolliran la variant de caràcters 3. Això es basa en la mateixa sintaxi per a la característica de tipus de lletra Graphite.